# Ludwig Ganghofer
Ludwig Albert Ganghofer (7. července 1855 – 24. července 1920) byl německý spisovatel a novinář.

## Biografie
Po absolvování gymnaziálních studií pracoval krátkou dobu v dělnických profesích; později začal studovat strojní inženýrství, nakonec ale vystudoval filosofii a literaturu v Lipsku. Díky své první velice úspěšné hře Der Herrgottschnitzer von Ammergau (1880) se mohl stát spisovatelem na volné noze.
Pracoval jako dramaturg ve vídeňském Ringtheateru a svými fejetony přispíval do mnoha časopisů. Byl osobním přítelem císaře Viléma II. Pruského, zastával velmi nacionalistické a protidemokratické názory. Za první světové války byl válečným zpravodajem a napsal celou řadu propagandistických básní; brzy po skončení války zemřel.

## Adaptace
Významná část Ganghoferova díla se dočkala filmových, televizních i muzikálových adaptací; českoslovenští diváci tak mj. měli možnost zhlédnout koprodukční (SRN-ČSSR) TV minisérii Válka volů, roku 1987 natočenou režisérem Sigim Rothemundem, vzniklou na motivy historického románu Der Ochsenkrieg (1914).